# John McLeod
Pour les articles homonymes, voir MacLeod.
John McLeod, né à Aberdeen le 8 mars 1934 et mort le 24 mars 2022 à Édimbourg, est un compositeur écossais.
Il a étudié la composition à la Royal Academy of Music avec Lennox Berkeley.
John McLeod a écrit de la musique orchestrale, pour le piano, mais aussi pour le cinéma et la télévision. Son Concerto pour clarinette a été créé au Queen’s Hall d’Édimbourg le 13 mai 2007.